# NGC 6526
NGC 6526 is een reflectienevel in het sterrenbeeld Boogschutter. Het hemelobject werd op 22 mei 1784 ontdekt door de Duits-Britse astronoom William Herschel.

## Synoniemen
- ESO 521-*N18